# Jalen Pitre
Jalen Pitre (Stafford, Texas, 3 de junio de 1999) es un jugador profesional estadounidense de fútbol americano, se desempeña en la posición de safety en Houston Texans, en la National Football League (NFL).

## Carrera
Fue seleccionado en la Reunión Anual de Selección de Jugadores de la NFL de 2022. Hizo su debut profesional con el equipo Houston Texans, lleva jugando dos temporadas.